# Giglio (araldica)

Il fiore del giglio d'oro

Il giglio (conosciuto anche col suo nome francese fleur-de-lys, anche trascritto come fleur-de-lis) è una figura araldica, una delle quattro figure più popolari con la croce, l'aquila e il leone. È classificato abitualmente tra le figure naturali. Tra i simboli mariani per eccellenza, e anche attributo di san Giuseppe, il giglio in Francia è divenuto, a partire dal Medioevo, l'emblema della regalità. Fu usato come ornamento sul blasone e sul sigillo dei re francesi carolingi e capetingi. Può essere anche simbolo della provvidenza, secondo il discorso tenuto da Gesù e conosciuto come "I gigli nel campo" oppure "Gli uccelli del Cielo", riportato nel vangelo di Matteo e nel vangelo di Luca. Nel discorso ci sono riferimenti al mondo naturale come appunto i gigli, le falene, nonché il corvo (in Luca). Per esempio, un giglio in capo al corvo è usato nello stemma della famiglia Corvo/Corvi di Sulmona per indicare la provvidenza, oltre che la regalità per i membri che lavoravano a stretto contatto col Re: il corvo nero ai tempi degli antichi romani rappresentava la provvidenza degli dei pagani avuta da Marco Valerio Corvo; successivamente con l'avvento del cristianesimo il simbolo di provvidenza cristiana è passato al giglio in capo al corvo (per la famiglia Corvi di Sulmona), corvo di cui è rimasto solo il simbolo a indicare il cognome della famiglia.
Quindi il giglio può avere i seguenti significati simbolici:
- Lode a Dio[11][6].
- Fiducia nella Provvidenza. Infatti Gesù nei Vangeli di Matteo[7] e Luca[8], invita a prendere esempio dai gigli per imparare ad aver fiducia nella Provvidenza di Dio.
- Regalità, per esempio i gigli di Francia, diventati tali per una leggenda[12] che ci racconta di un giglio portato al Re Clodoveo da un angelo[6][4].
- Maria vergine (simbolo mariano).
- Purezza (pudicità, verginità)[13][6].
- San Giuseppe, che frequentemente è rappresentato con un bastone da cui germogliano gigli bianchi[2][6].

I colori poi possono attribuire significati più specifici: d’oro la fede; l’argento ha molteplici significati come equità e giustizia, purezza e verità divina e/o umana; di rosso sacrificio e amore, forza, nobiltà; d’azzurro il cielo incorruttibile e il distacco dai beni materiali, l'ascensione dell'anima verso il Paradiso.

## Origini del giglio reale in Francia

Bandiera di Trieste, la lancia di San Sergio

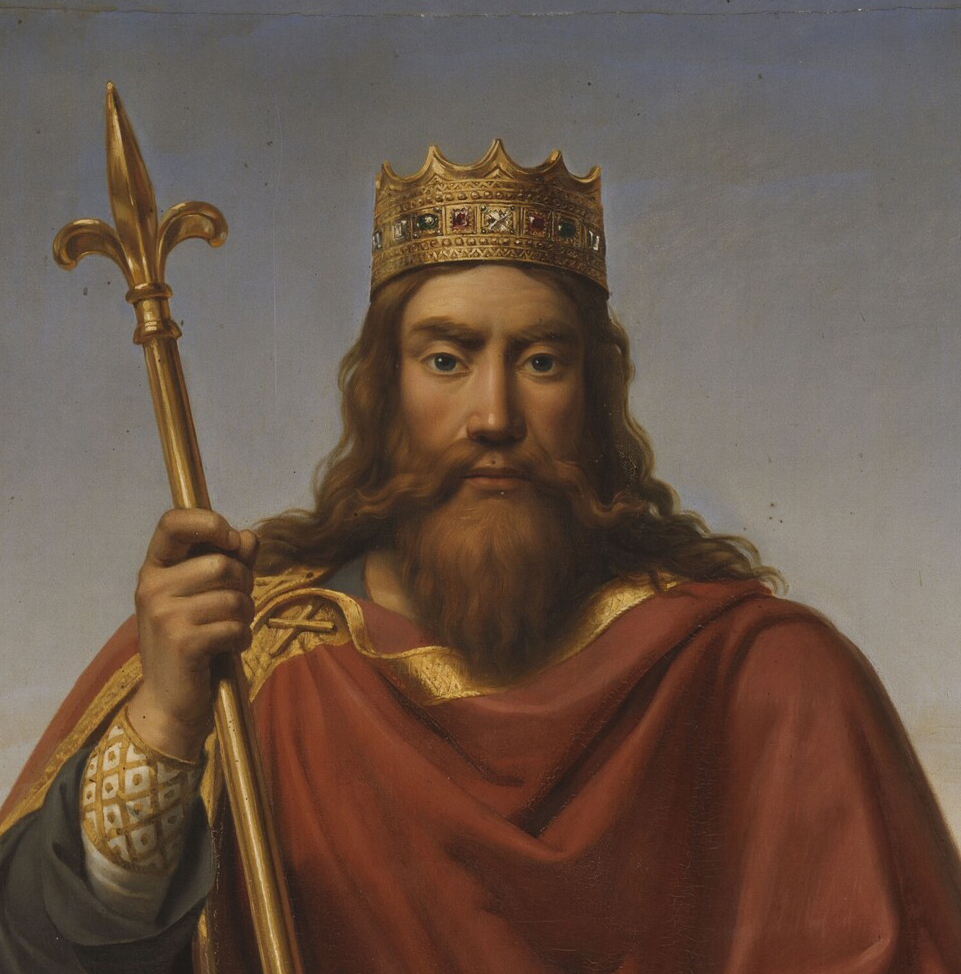
Clodoveo re dei Franchi (465-511) particolare del dipinto di François-Louis Dejuinne (1786-1844)

Gheusi dà al giglio un'origine militare: sarebbe una ghiera di giavellotto gallo (o ancora l'Angone dei Franchi) con punta e uncini (da notare l'analogia sorprendente con lo scettro gigliato del blasone di Trieste, che ha quattro uncini, e sarebbe la lancia di San Sergio). Un seminato di gigli è quindi un'armata numerosa, simboleggiando lance puntate verso il cielo, il cui simbolismo corrisponde all'epoca più di una visione campestre (o di soldati che scuotono le lance in segno di gloria, come nel cognome di Shakespeare e nei cognomi italiani Glorialanza o Crollalanza). Quanto al nome (il giglio in francese è detto "Fleur de lys"), Gheusi l'attribuisce a Luigi VII di Francia, detto il Giovane, il primo che possa con certezza essere citato per aver portato e sfoggiato «Fleurdelys», foneticamente molto vicino a «Flor de Loys» (Fiore del Re Luigi).

Di Clodoveo I si conosce un blasone con tre rospi (o rane). Se il blasone moderno dei re di Francia deve qualcosa a quello di Clodoveo, è il numero 3: è possibile vedere nella riduzione del 1375 dal seminato di gigli a tre gigli un tentativo di far mettere radici più profonde alla dinastia, puntando su un'ambiguità di forme (in buona fede o no, essendo dotate le rane dei fiumi belgi di capacità mimetiche notevoli, cfr. a fianco l'ipotesi della «deriva» grafica). Il museo di Arras possiede un arazzo in cui le armi di Francia portano inequivocabilmente tre rane al posto dei gigli abituali. Un'altra ipotesi tenta di collegare il fondamento della regalità al cristianesimo e fa derivare il blasone reale dal battesimo di Clodoveo, con interventi divini assai variabili a seconda degli autori, che fanno del giglio sia il simbolo della Vergine, sia quello della Trinità (con i suoi 3 lobi e/o la sua tripla presenza), ma nulla in tutto ciò spiega il «seminato» (anche se era presente un seminato di api nello stendardo dei Merovingi). Probabilmente, con un'intenzione di semplificare e unificare i due simboli (api e rane) con un l'unico simbolo del giglio, si arrivò a ottenere il seminato di gigli e i tre gigli disposti 2:1. Forse gli oggetti che recavano tre rane e il seminato di api vennero riadattati ricamando gigli dove c'erano api e rane.

Ape dello stendardo dei Merovingi
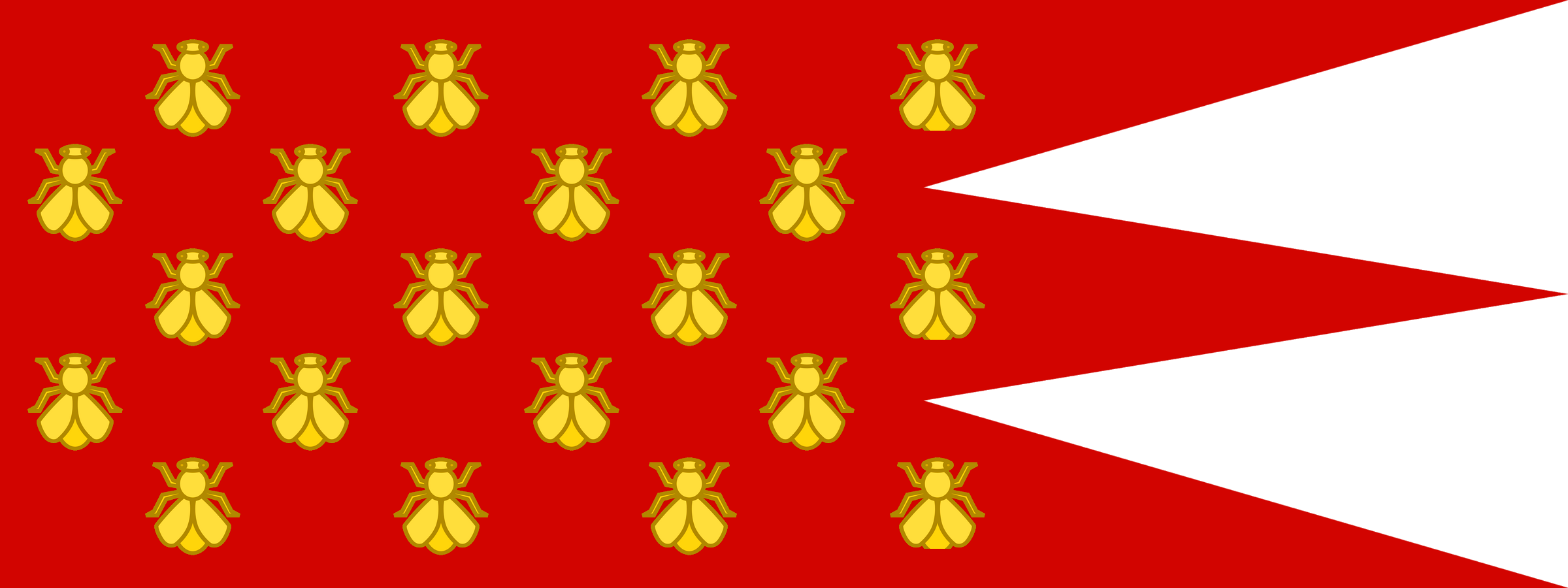
Stendardo della dinastia Merovingia, prima dinastia dei Franchi a cui apparteneva Clodoveo I. Il seminato di api venne sostituito con i gigli insieme alla conversione del Re al cristianesimo.
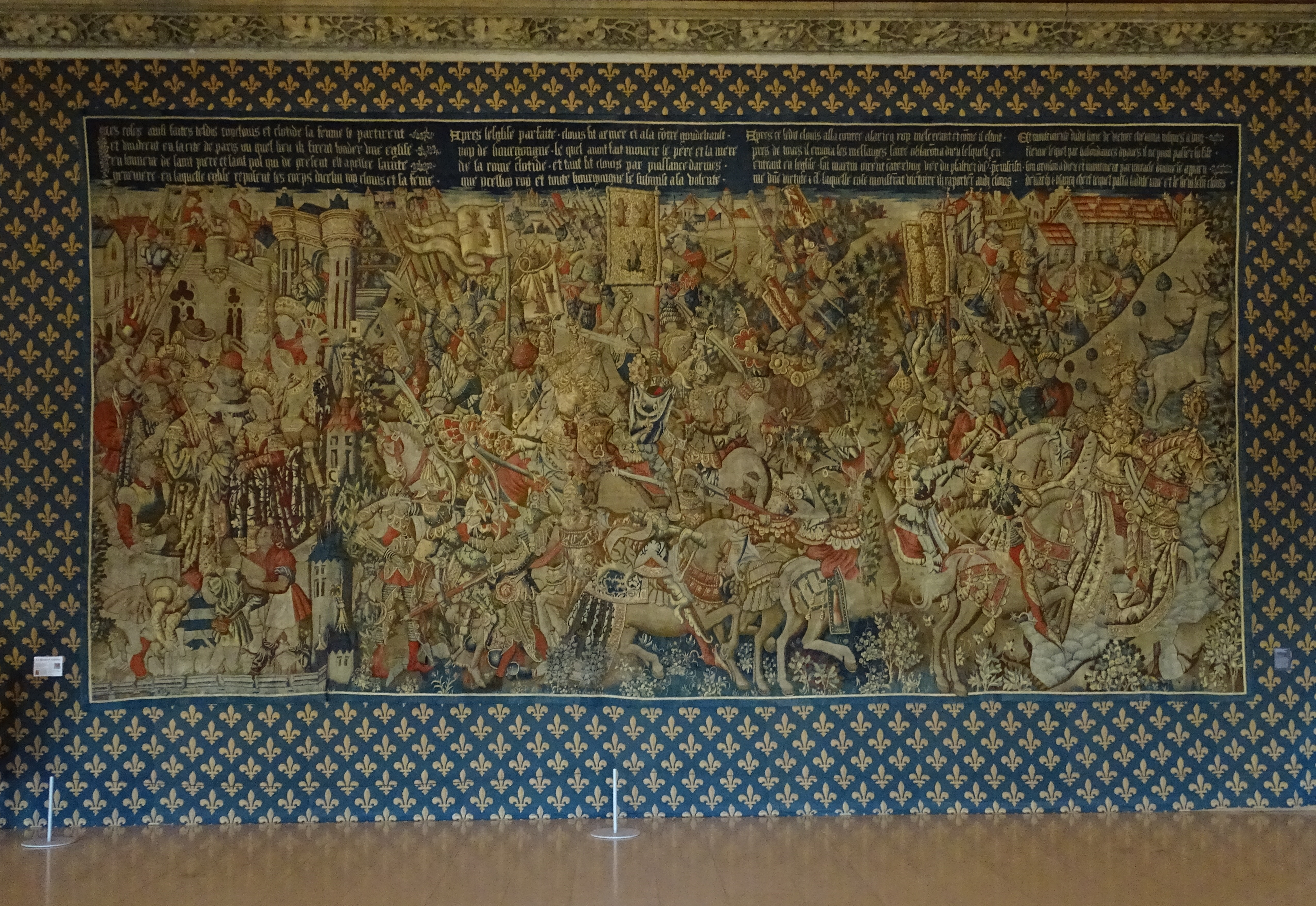
Arazzo su cui gli stendardi di Francia recano tre rane, disposte 2:1. Reims Palais de Tau Tappezzeria "La guerra di Clodoveo contro Gondebaud": si notino gli stendardi dell'esercito, specialmente quello al centro dell'arazzo (in alto).
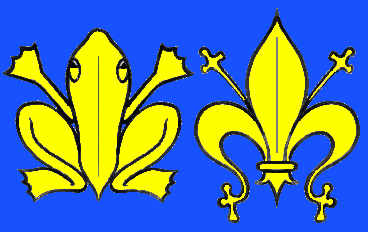
Ipotesi dell'evoluzione grafica della rana in giglio.
Antico stemma del Regno di Francia: seminato di gigli
Stemma del Regno di Francia (moderno) con i gigli disposti 2:1
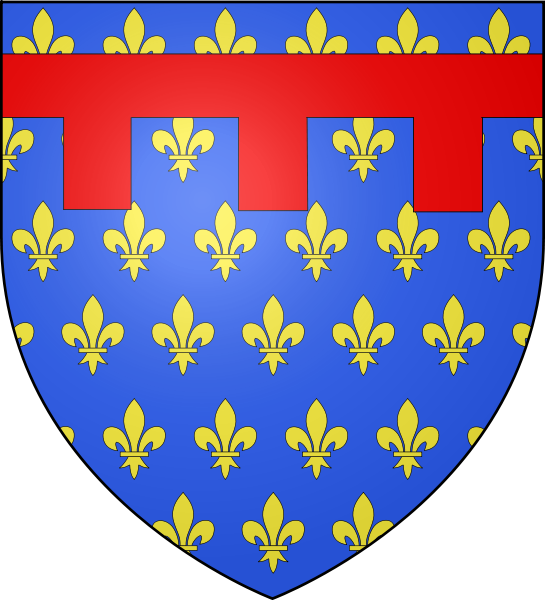
Stemma Angioino (degli Angiò)
Stemma di Carlo di Valois, conte di Alençon, prima del 1297

Il giglio si afferma nella storia dei Franchi alla fine del regno di Pipino il Breve (715-768) e all'inizio di quello di Carlo Magno (742-814).
I suoi fiori erano molto apprezzati da Carlo che li poneva in testa al capitolare De Villis, l'ordinamento delle ville reali e dei grandi poderi carolingi. Nell'Orlando furioso di Ludovico Ariosto, Carlo aggiunge i gigli come ornamento alle armi di Malindo e Ardalico, i due giovani figli del conte di Fiandra. Nell'Antico Testamento, il libro di Esdra afferma che Dio scelse il giglio come primo dei fiori: volendo collocarsi nella tradizione della regalità biblica, i Carolingi li coltivavano appunto nei giardini reali. Sulla statuetta equestre del Louvre che rappresenta Carlo Magno o Carlo II il Calvo, il re effigiato indossa una corona di pietre preziose ornata con gigli. Intorno all'850, Sedulius di Liegi magnifica "il giglio reale [che] regna dall'alto di scettri scintillanti"  nel suo De rosae liliique certamine. A partire da Carlo II il Calvo, proliferano i gigli d'oro, sia pure molto semplificati, sugli scettri e sulle corone: presentano tre petali invece di sei, come il giglio bianco dei giardini dei mosaici di Roma e Ravenna.
Sugerio di Saint-Denis reintrodusse i gigli come simbolo della monarchia francese (dopo un breve periodo nel IX secolo), collocando il simbolo nella chiesa di Saint-Denis, la necropoli capetingia. Il primo utilizzo attestato del seminato di gigli è un sigillo del principe Luigi, futuro Luigi VIII, nel 1211. Il seminato nel 1375 è sostituito da tre gigli. Il giglio è correntemente rappresentato in forma stilizzata, d'oro su fondo azzurro. Il giglio araldico ha poco a che vedere con il giglio che si trova nei giardini (utilizzato in araldica con il nome di giglio di giardino). È una alterazione grafica dell'iris delle paludi (Iris pseudacorus L. o iris gialla) che, secondo la tradizione, fu scelto nel V secolo come simbolo da Clodoveo I (che abbandonò le mezze lune nel proprio blasone), re dei Franchi, dopo la sua vittoria riportata a Vouillé sui Visigoti ad ovest di Poitiers e che si trova in abbondanza sui bordi dei fiumi Lys e Senne in Belgio.
I re di Francia hanno spesso accordato in aumento il «capo d'azzurro a tre gigli d'oro» a delle città «fedeli» alla corona, come Lione, Angers, Tours, Poitiers, Fréjus, Le Havre, Laon, e altri ancora.
La configurazione «azzurro a tre gigli d'oro» ha conosciuto una tale diffusione che il termine «di Francia» ha integrato il linguaggio del blasone con «capo di Francia» (ma anche con «scaglione di Francia», «banda di Francia», ecc.) risparmiando in questo modo una descrizione ben conosciuta da tutti. Il giglio francese in particolare rappresenta il Lilium candidum detto per questo "Giglio di San Luigi".

## Il giglio, figura in figura
Il giglio interviene molto poco nelle altre figure. Le più note sono la croce e la cinta gigliate. La doppia cinta gigliata e controgigliata del blasone dei re di Scozia è passata nel linguaggio araldico di quel paese col nome di «cinta reale» (royal tressure): è spesso impiegata come aumento.

Da notare che per la croce come per lo scettro di Trieste, il giglio perde la sua parte inferiore. È detto «nutrito» o meglio «dal piè nodrito» oppure «troncato» (non si vedono le radici, se si vedessero, non sarebbe più «nutrito»).

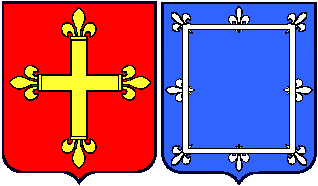
Croce e cinta gigliate
Stendardo reale di Scozia, "d'oro al leone rampante rosso, con lingua e artigli d'azzurro, con una doppia orlatura fiorita e contrafiorita di gigli"
Bandiera di Trieste, lancia di San Sergio
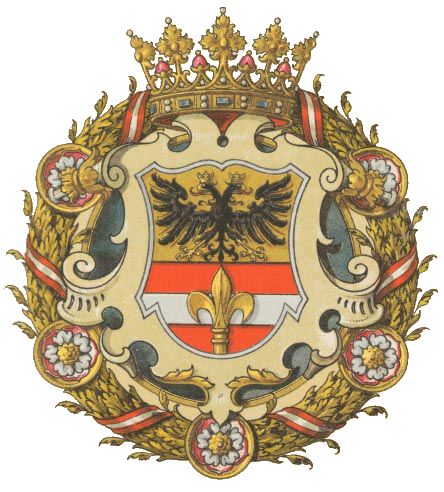
Stemma di Trieste nell'Impero austriaco: la lancia di San Sergio è più simile a un giglio
Stemma del comune di Soisy-sur-École, Essonne, Francia; di verde, 3 gigli troncati d'argento.
Corona d'Aragona composta da gigli
Stemma dei duchi di Montalto (Aragona, Napoli e Casato di Cardona)
Stemma di Renato d'Angiò (1409-1480) Re di Napoli e re titolare di Gerusalemme. Duca d'Angiò e di Bar. Conte di Provenza e Piemonte. Nonché re di Aragona
Orlatura diminuita gigliata (Stemma di Moyenville Somme Francia)
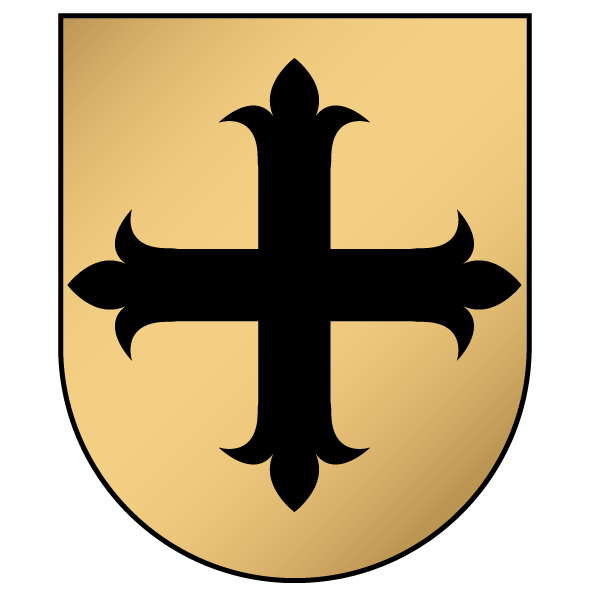
Croce gigliata
Tau gigliato
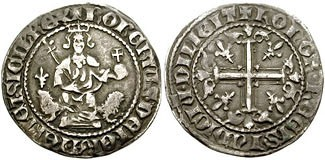
Gigliato, moneta Roberto d'Angiò (ca. 1310): il re seduto di fronte su un trono fatto di leoni, che tiene uno scettro a forma di giglio ed il mondo (giglio a sinistra); croce fiorita, gigli in ogni quadrante.
banda d'argento accostata da due cotisse gigliate (Dipartimento del Basso Reno, Francia)
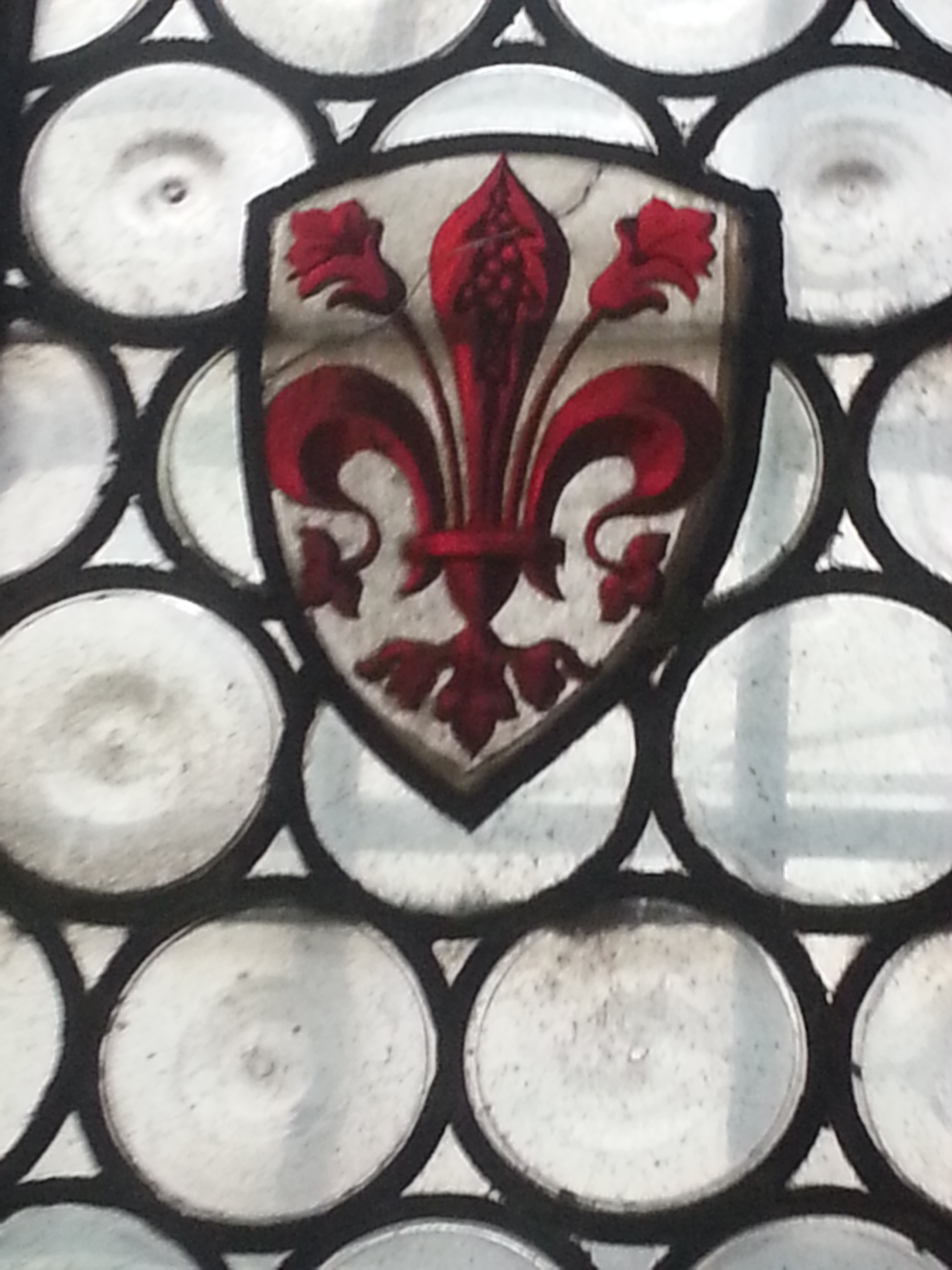
Giglio fiorentino gigliato, finestra del Bargello: il giglio di Firenze presenta ulteriori gigli all'estremità
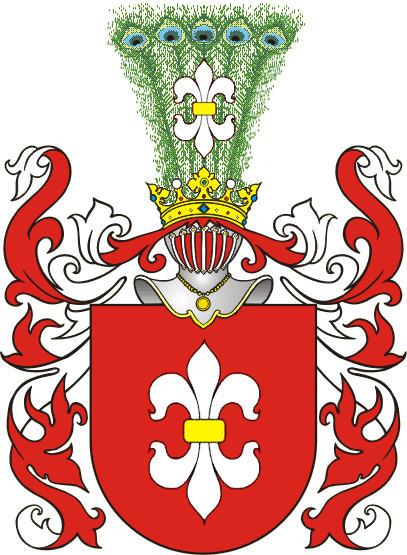
due gigli dal piè nodrito contrapposti in palo

## Il giglio di Lille (Francia)
Lille de France (in italiano, Lilla di Francia) è una città della Francia settentrionale, che usa come simbolo uno stemma con un giglio bianco in campo rosso. Per assonanza (intesa come somiglianza armonica di suoni) si può confondere "Lille de France" con "Île-de-France" (Isola di Francia), che usa uno stemma e una bandiera con tre gigli d'orati in campo azzurro. Lilla in antico francese era chiamata L'Isle (L'Isola), proprio come oggi viene definita la regione amministrativa di Parigi Île-de-France. I termini "Lille" o "Île" indicano un'isola e non un giglio (lilium), come qualcuno potrebbe pensare.
All'origine del blasone di Lilla c'è un'iris delle paludi (d'argento in campo rosso, analogamente a quello d'oro su azzurro di Bruxelles-Capitale). La trasformazione in giglio (dalla forma molto simile) sarebbe dovuta ad un intervento di Luigi XIV alla presa della città, facendone, volontariamente o no, un'arma parlante (Lilla, lilium), che indica chi è il possessore del territorio. Non si tratta quindi di un aumento, e d'altronde il giglio di Lilla è gigliato (forse in ricordo dell'iris originale), come quello di Firenze (con perfetta simmetria riguardo ai colori).
Il giglio del francobollo postale non è molto esuberante, benché i piccoli boccioli all'attaccatura delle foglie lo distinguono dal giglio reale).

Stemma dell'Isola di Francia
Stemma della città di Lilla (Francia del nord)
Stemma della regione di Bruxelles-Capitale (Belgio)
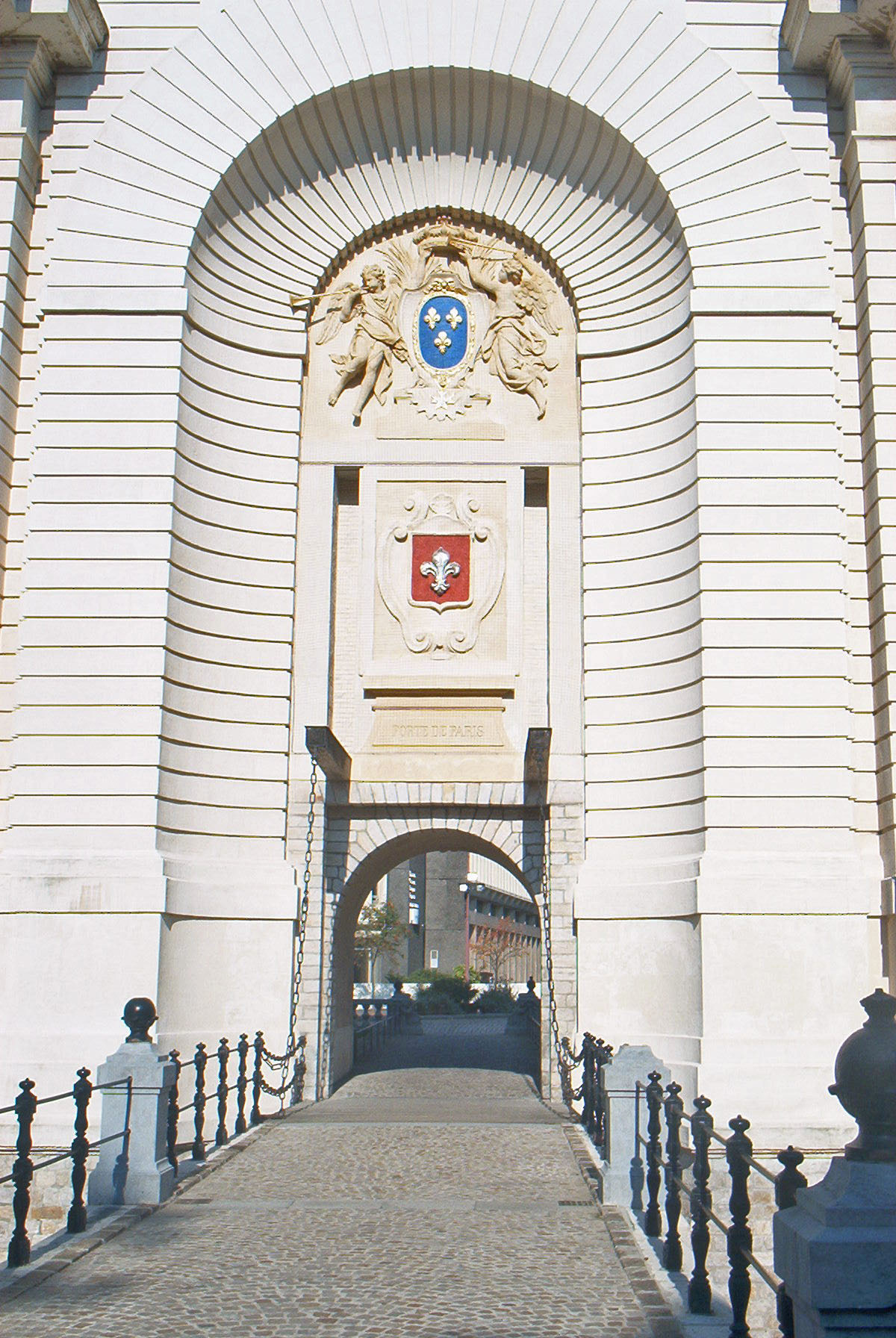
Dettaglio della porta di Parigi (Lille, Francia del nord)
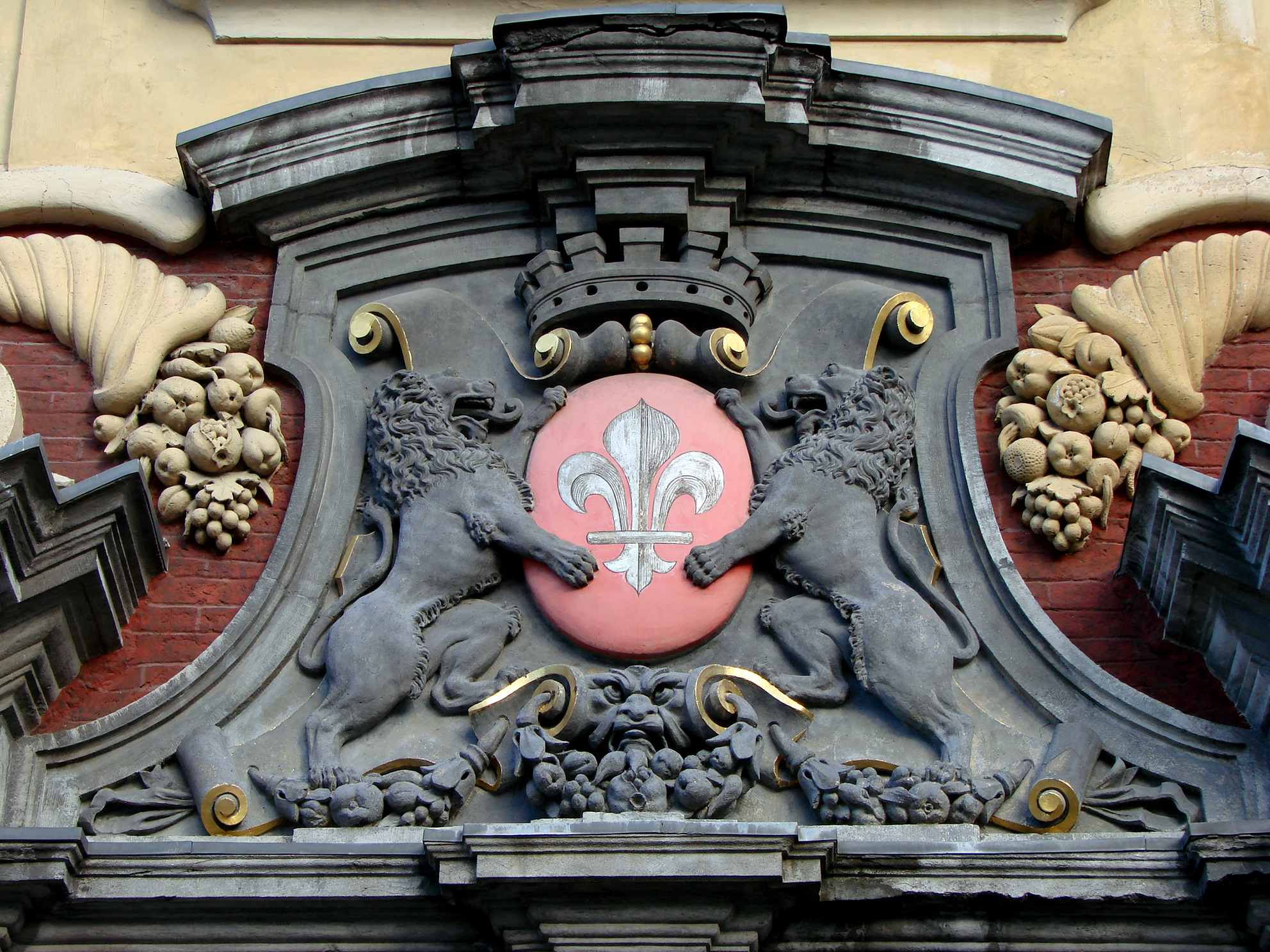
La Vecchia Borsa (1652-1653), Place du General de Gaulle (o Grand'place) a Lille. La porta che conduce a questa piazza, particolare della decorazione con lo stemma di Lille.
Giglio gigliato (ricorda l'iris originale, come il "giglio" di Firenze), sul blasone della città di Lilla. Visti gli stemmi presenti nella città di Lilla, l'illustratore potrebbe aver sbagliato a fare un giglio gigliato.
Francobollo postale con lo stemma della città di Lille (in italiano Lilla)
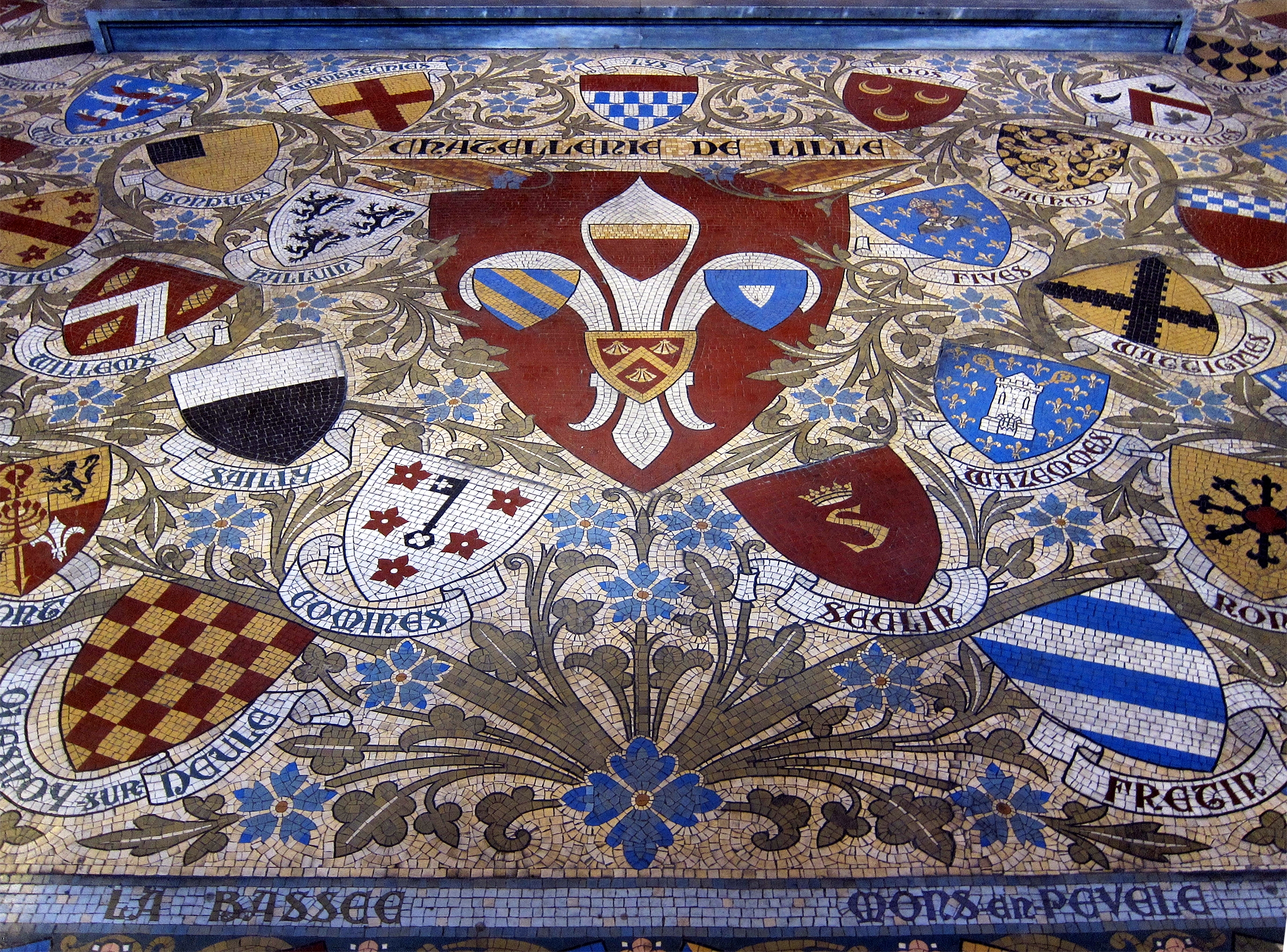
Il pavimento della cappella Saint-Charles nella cattedrale di Notre-Dame-de-la-Treille a Lille

## Il "giglio" bottonato e gigliato di Firenze (iris rosso)
La città di Firenze (anticamente chiamata Florentia), prende il suo nome proprio dai fiori che crescevano nei dintorni, ossia gli iris germanici che furono stilizzati nel simbolo della città. Infatti, oggigiorno si sostiene che il cosiddetto "giglio" di Firenze sia in realtà la stilizzazione di un iris. Successivamente il simbolo ha preso il nome improprio di giglio. Sappiamo che a Firenze i Guelfi usarono il giglio vermiglio in campo bianco per indicare il loro predominio sulla città, mentre i Ghibellini usavano il giglio bianco in campo rosso. Pertanto è possibile trovare gigli rossi per indicare l'appartenenza a una fazione guelfa, bianchi per quella ghibellina. Il giglio rosso fu usato anche per contraddistinguere le fazioni guelfe da quelle ghibelline nella famosa battaglia di Montecatini del 1315, dove partecipò anche Roberto d'Isernia, figlio del famoso giurista Andrea da Isernia, con uno scudo di corvo nero in campo d'oro e in capo un giglio rosso (simbolo proprio della fazione guelfa di cui faceva parte). 

Il giglio di Firenze è detto gigliato, perché presenta all'estremità dei due petali laterali e degli stami più sottili dei gigli più piccoli. Il giglio (iris) è presente in molti stemmi, anche di territori che non sono ufficialmente riconosciuti come comuni, come lo stemma simbolico del territorio di Gracciano dell'Elsa che ha, nella parte superiore, un giglio rosso in campo bianco e uno bianco in campo azzurro.  

"giglio" di Firenze ghibellino: giglio bianco in campo rosso (è la stilizzazione dell'iris)
"giglio" di Firenze guelfo: giglio rosso in campo bianco (è la stilizzazione dell'iris rosso)
Stemma della provincia di Firenze, partito in due: a sinistra ghibellino, a destra guelfo
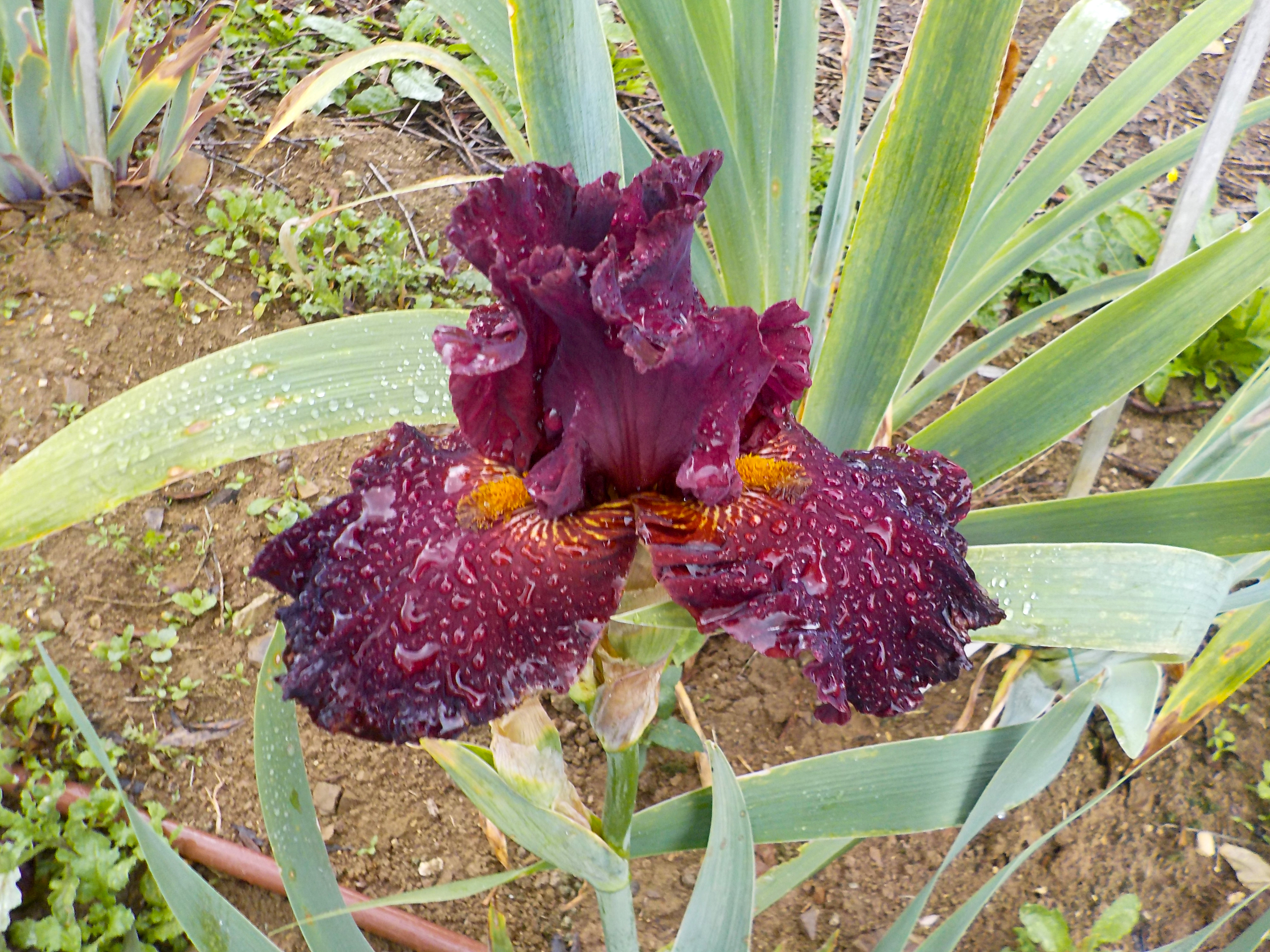
Iris rosso al Concorso per la varietà di fiore più simile a quello dello stemma di Firenze, che si svolge presso il Giardino dell'Iris (Firenze, maggio 2019)
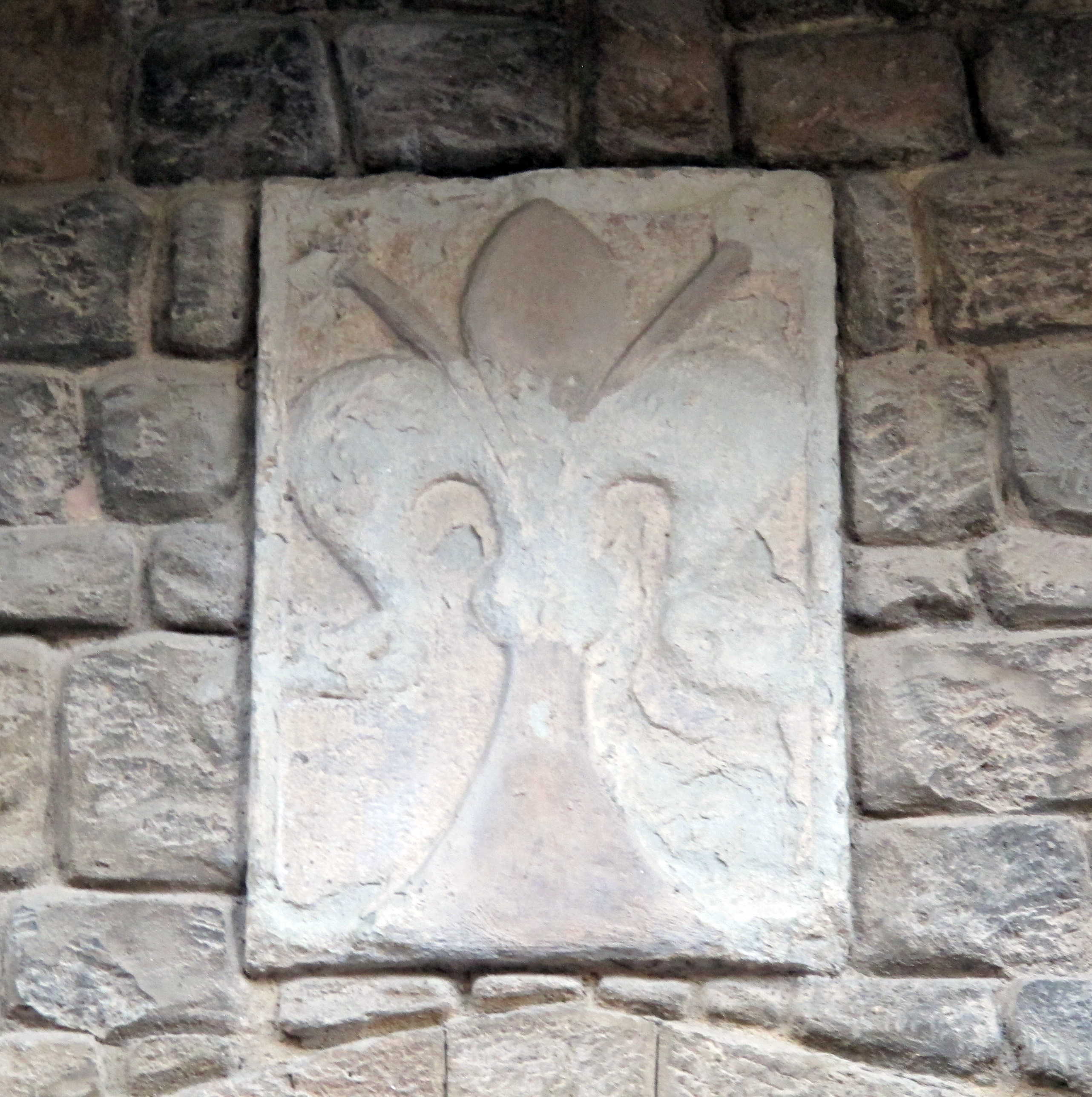
Palazzo Pretorio, Figline Valdarno (FI)
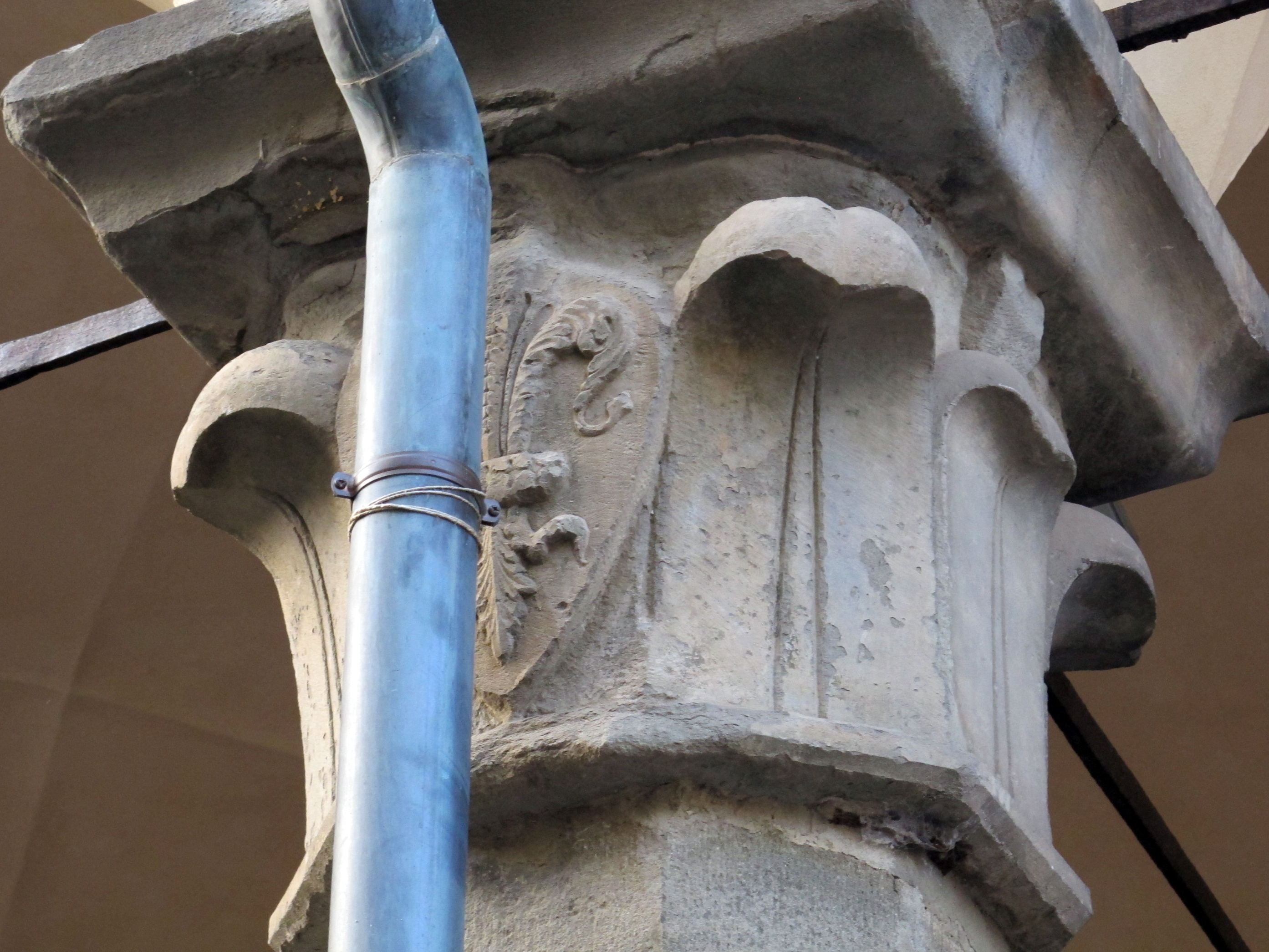
Palazzo d'Arnolfo, stemma giglio di firenze su capitello
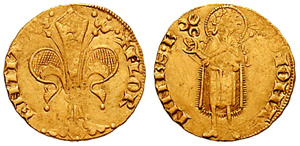
Fiorino d'oro, moneta: FLOR ENTIA giglio di Firenze; .S. IOHA-NNES B (tre mezzalune) - San Giovanni. Firenze 1332-1348. Le mezzalune sono il simbolo del monetiere

## Il giglio come "fiore della vita"
I fiori del giglio hanno sei tepali (tre petali e tre sepali), quindi oltre alla rappresentazione più nota dei tre petali si può trovare quella con sei tepali: si tratta della rappresentazione del fiore della vita. Rappresentazioni miste dei gigli con tre petali e/o sei tepali si possono osservare nelle volte della chiesa di San Fermo Maggiore a Verona, nella parte sotterranea. Sembrano essere simboli tipici dei templari. Probabilmente, il giglio rosso rappresenta Gesù, sceso in terra sotto forma di uomo che porta amore e si sacrifica (a volte alternativo alla croce, talvolta gigliata) e probabilmente è usato nelle mappe per segnare la direzione del nord che aiuta a trovare la "retta via" con un doppio senso; mentre il "fiore della vita" a sei petali è una lode a Dio e per questo non viene mai usato nell'araldica, in quanto Dio non deve essere nominato invano.
Vista la leggenda che ci racconta di un giglio portato a re Clodoveo da un angelo e la conversione dello stesso Re al cristianesimo come la trasformazione dei simboli usati prima del giglio (tre rane e il seminato di api merovinge); visto l'uso analogo del giglio nello stemma della famiglia Corvo di Sulmona, dove il corvo in tempi pagani (antichi romani) indicava la provvidenza pagana e benevolenza degli dei come un auspicia, poi trasformato nella provvidenza cristiana; visto l'ipotetico uso del giglio fatto dai templari, cavalieri dediti alla conversione al cristianesimo e appunto alle crociate: si può dedurre che il giglio sia stato utilizzato come simbolo di conversione al cristianesimo, visti gli aspetti comuni nel suo uso.

Secondo altre ipotesi, rappresenta la discendenza di Gesù e Maria Maddalena: il giglio (con tre petali) è connesso al Santo Graal e alla prole che Cristo ebbe con Maria Maddalena: Giovanni Giuseppe (i cui eredi prosperarono in Italia); Sarah-Tamar; Yeshua-David; il “fiore della Vita” rappresenta la Redenzione (o salvezza) nonché il Cristo Redentore, cioè il concetto religioso riferentesi al perdono o assoluzione dei peccati o errori commessi, il concetto di liberazione.

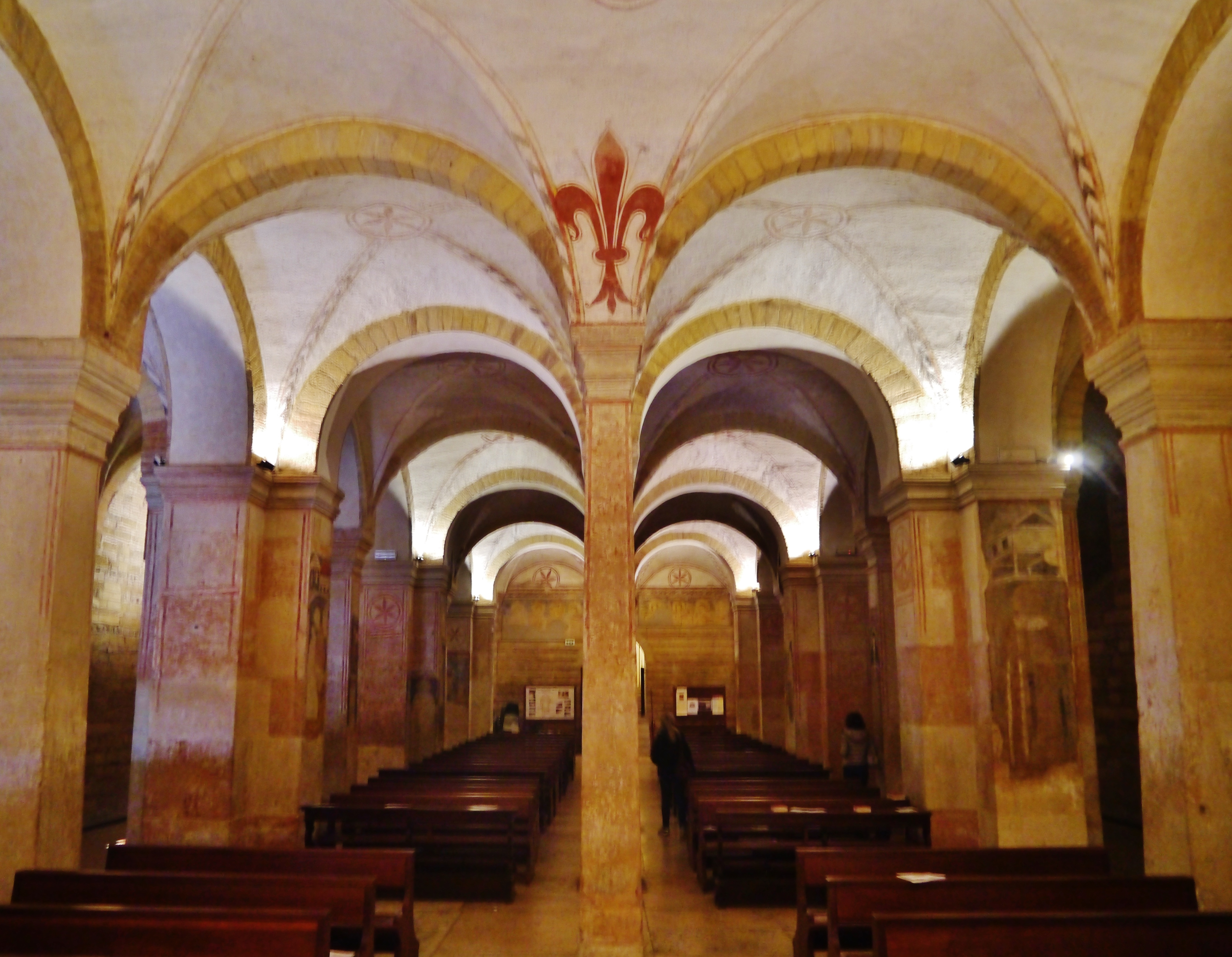
Giglio a tre petali nella chiesa di S. Fermo Maggiore a Verona
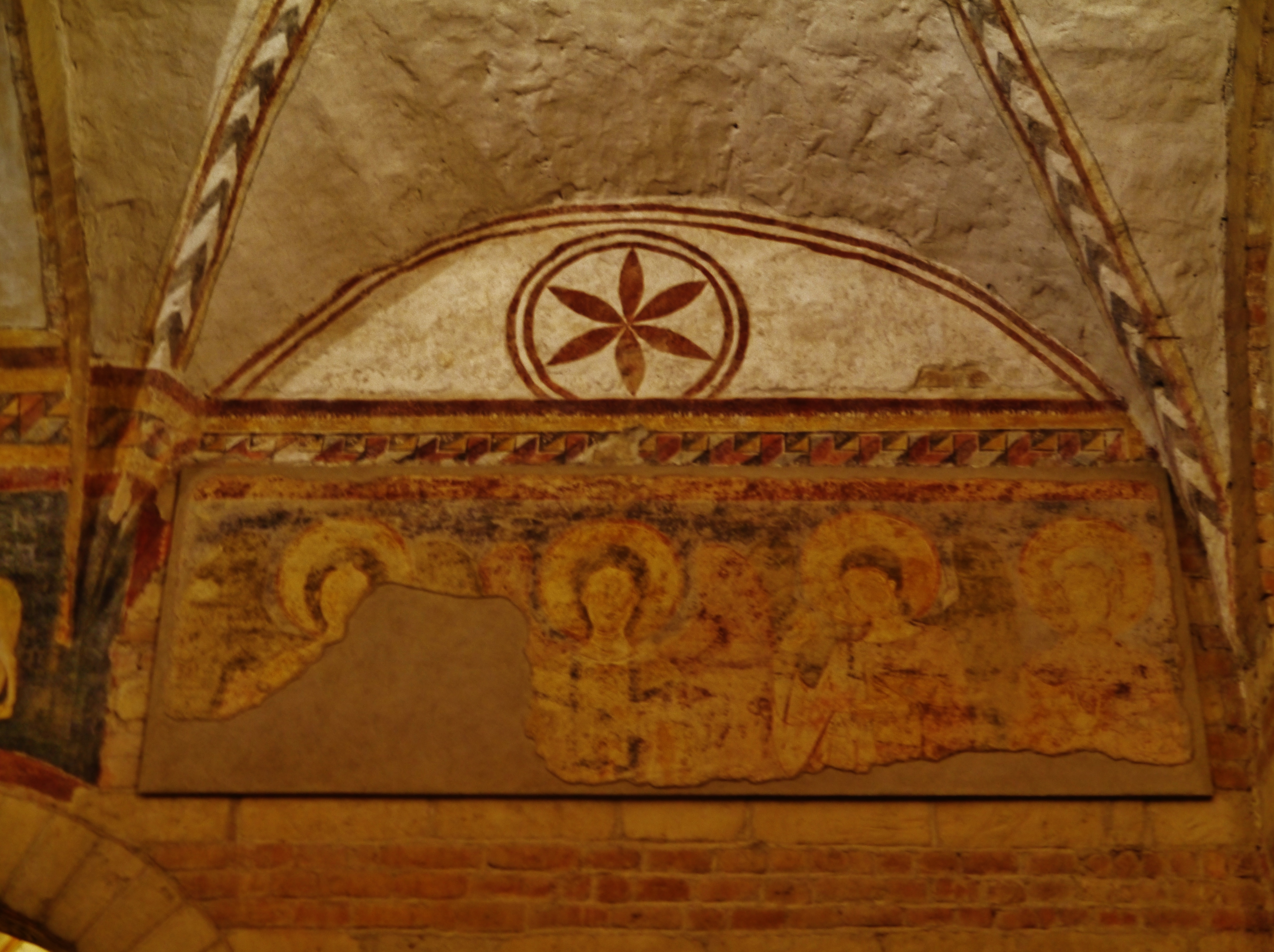
Giglio con sei tepali o fiore della vita, nella chiesa di San Fermo Maggiore a Verona
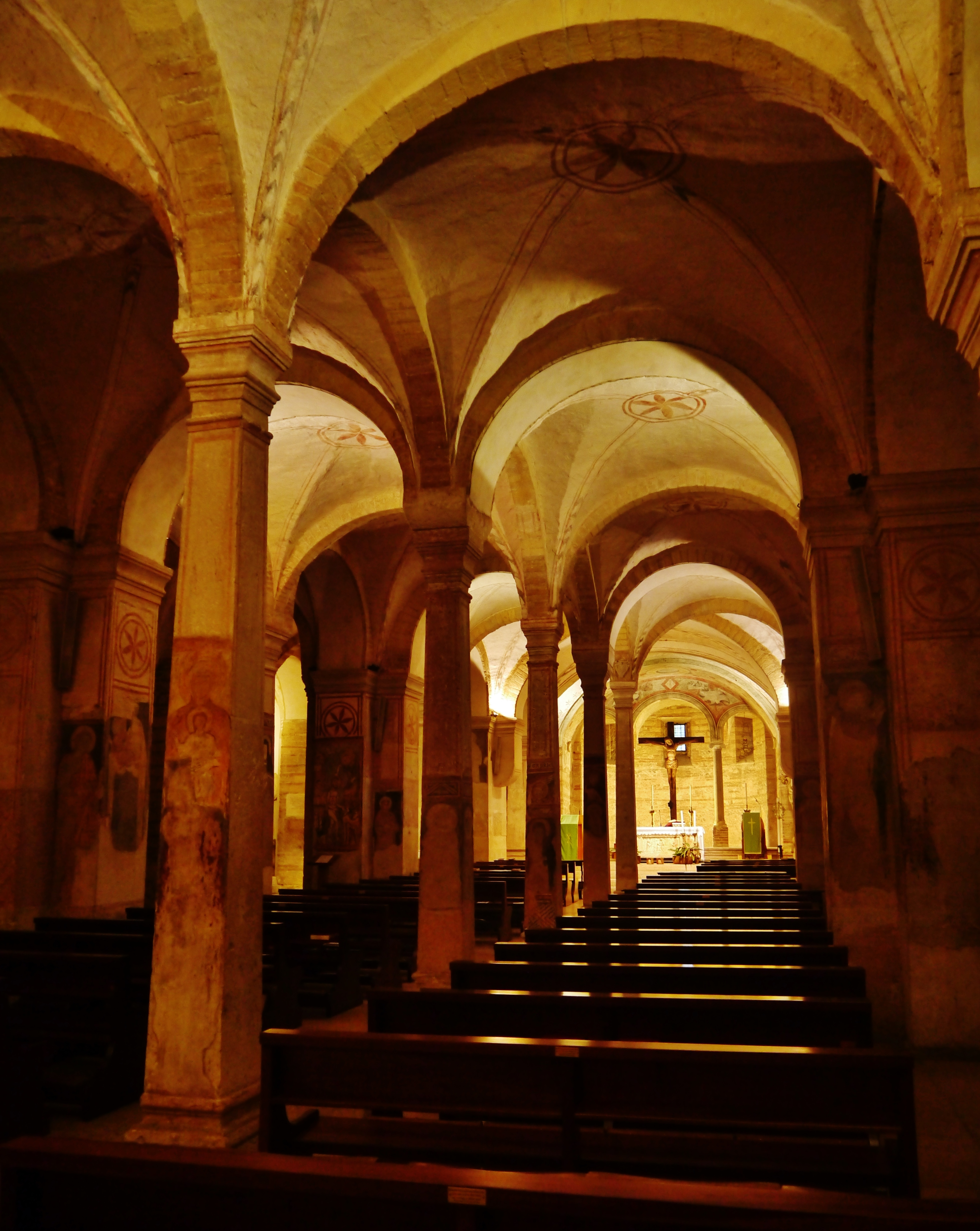
Gigli a sei tepali o fiori della vita sotto le volte, nella chiesa di San Fermo Maggiore a Verona
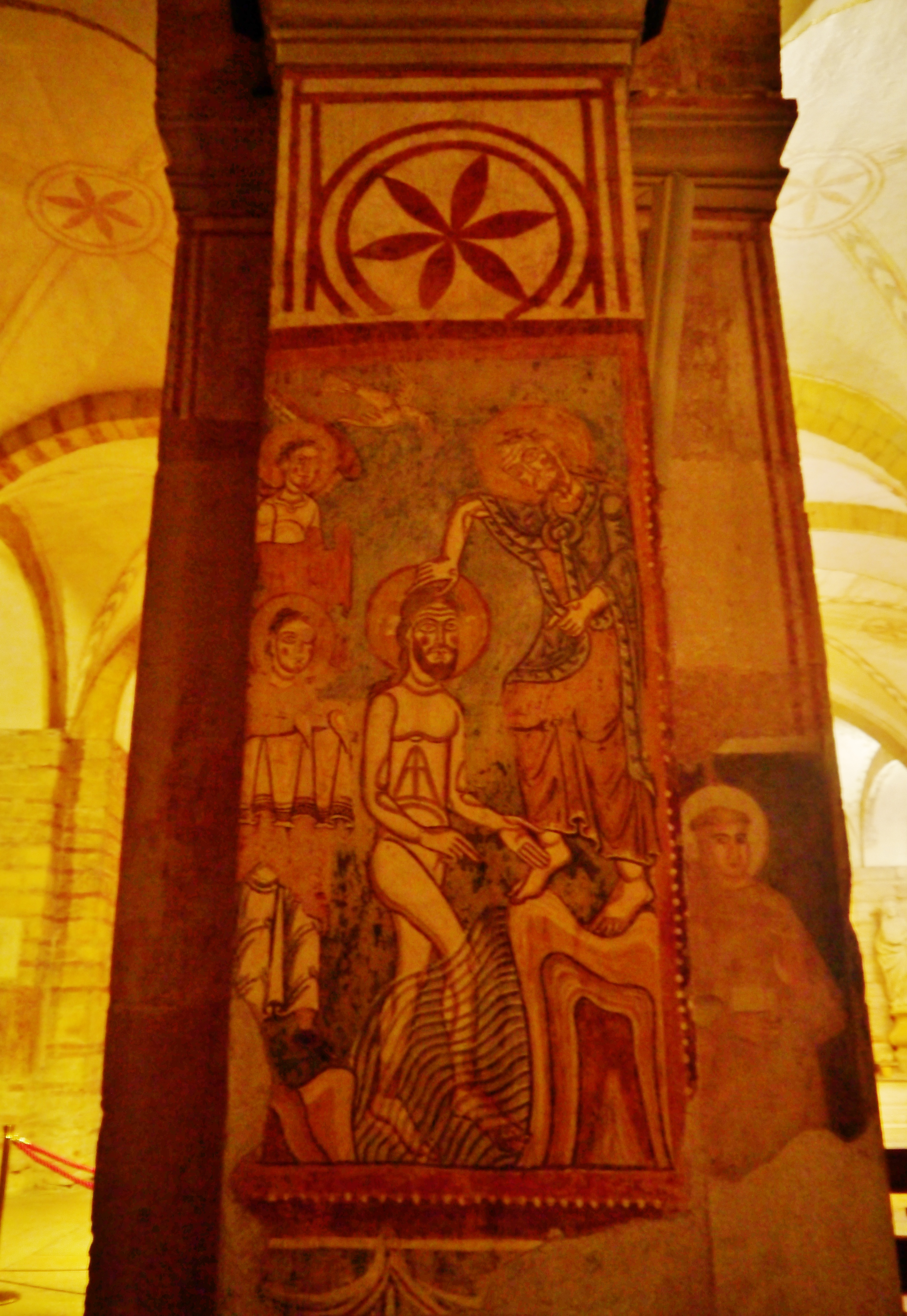
Giglio a sei tepali o fiore della vita, nella chiesa di San Fermo Maggiore a Verona
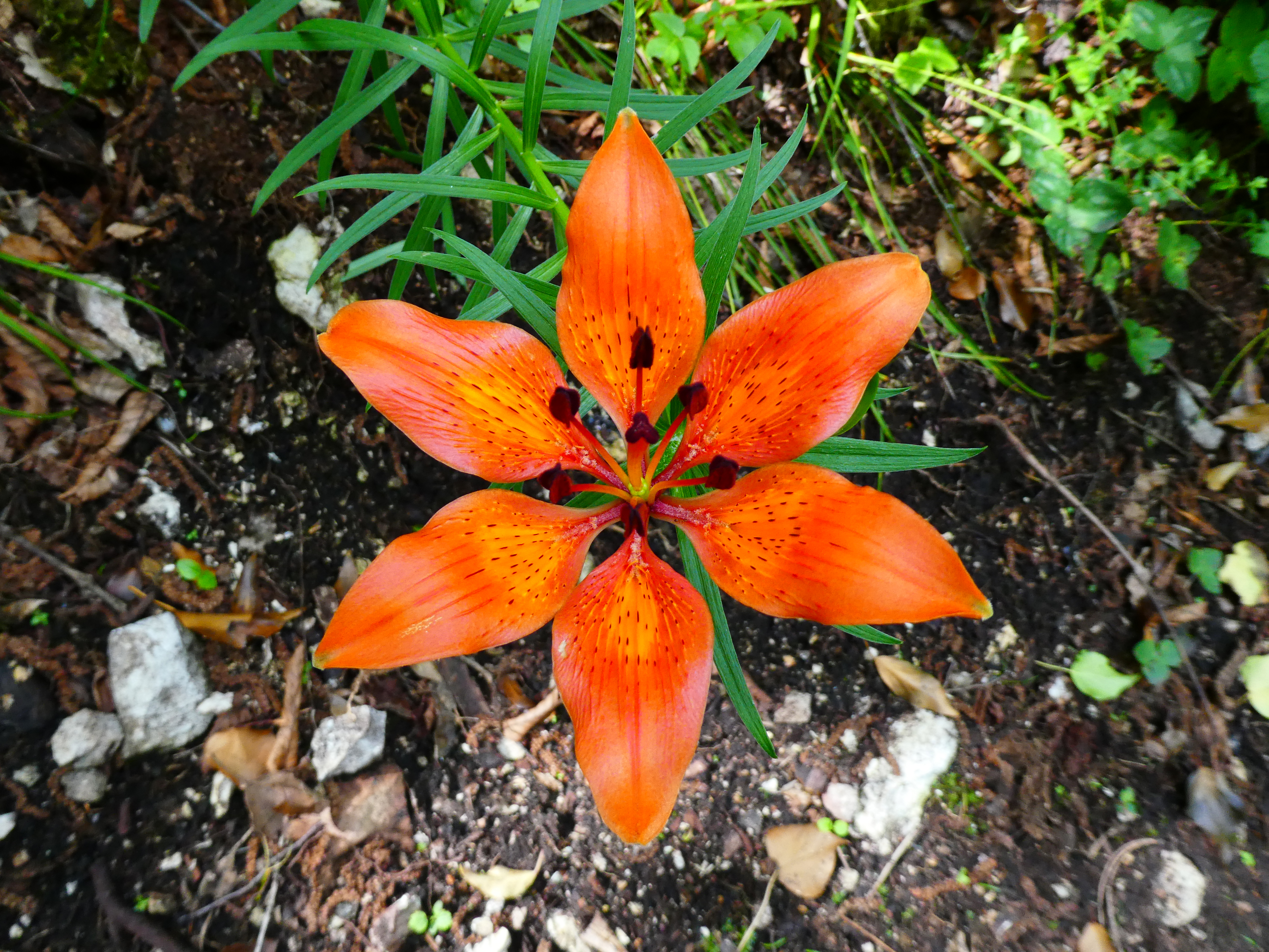
Lilium bulbiferum o giglio rosso, con sei tepali come quelli del fiore della vita
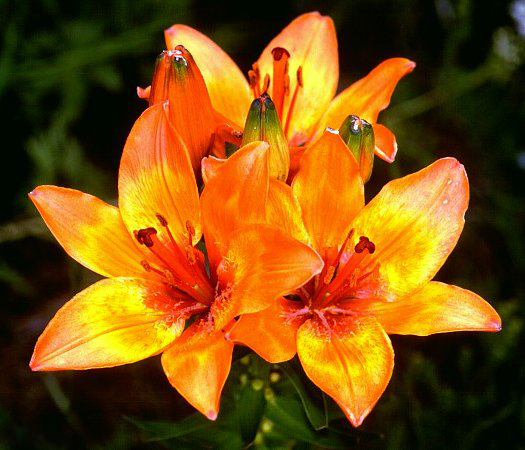
Lilium bulbiferum, scintillante alla luce del sole
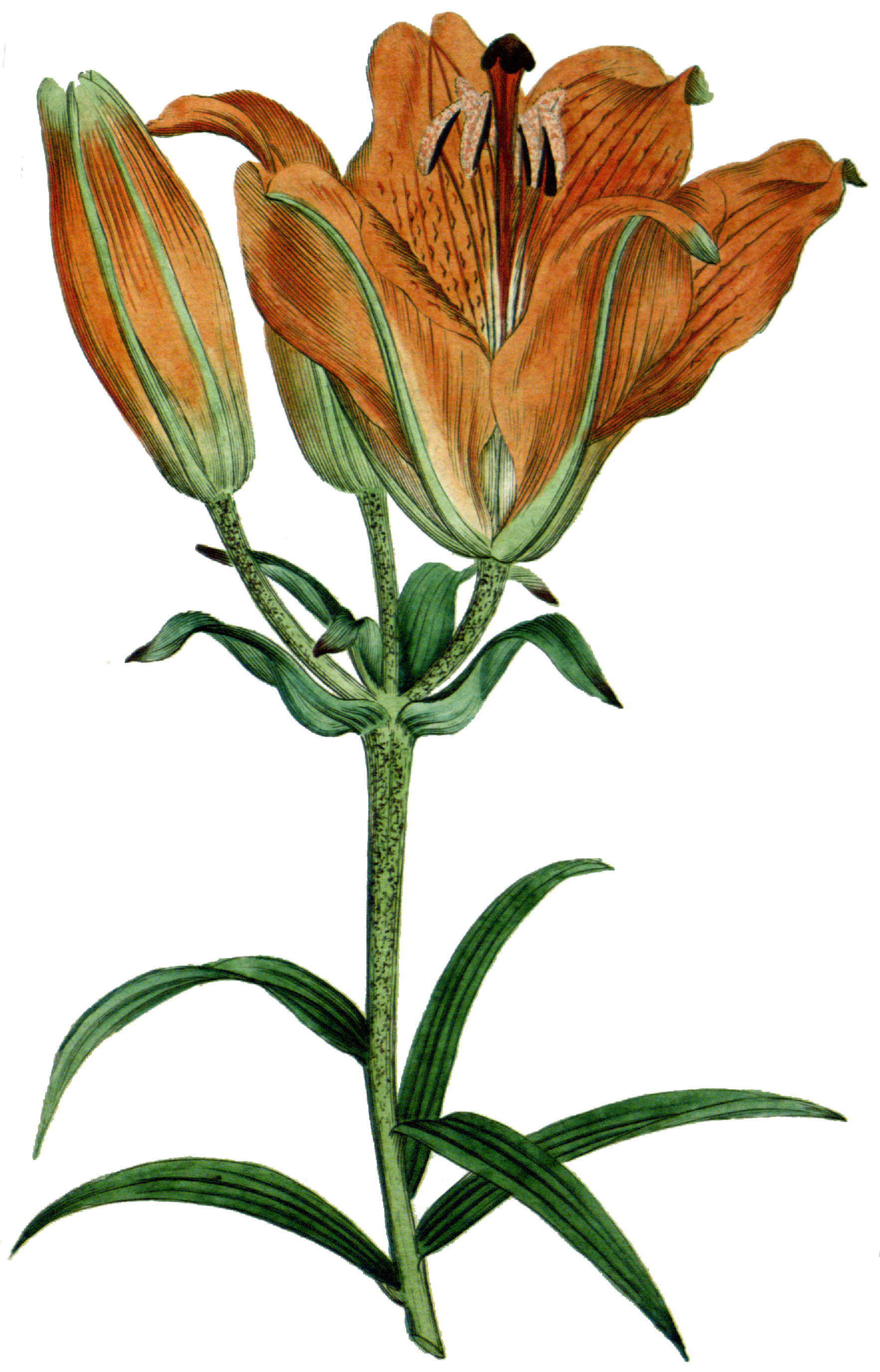
Lilium bulbiferum o gilio rosso, pianta perenne
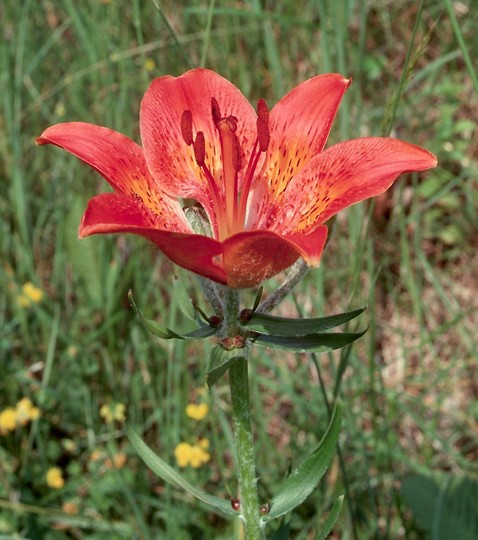
Lilium bulbiferum o giglio rosso
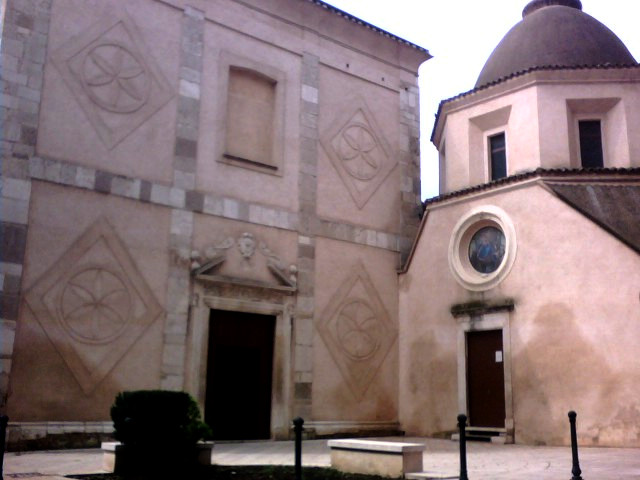
Chiesa di San Domenico, Lucera
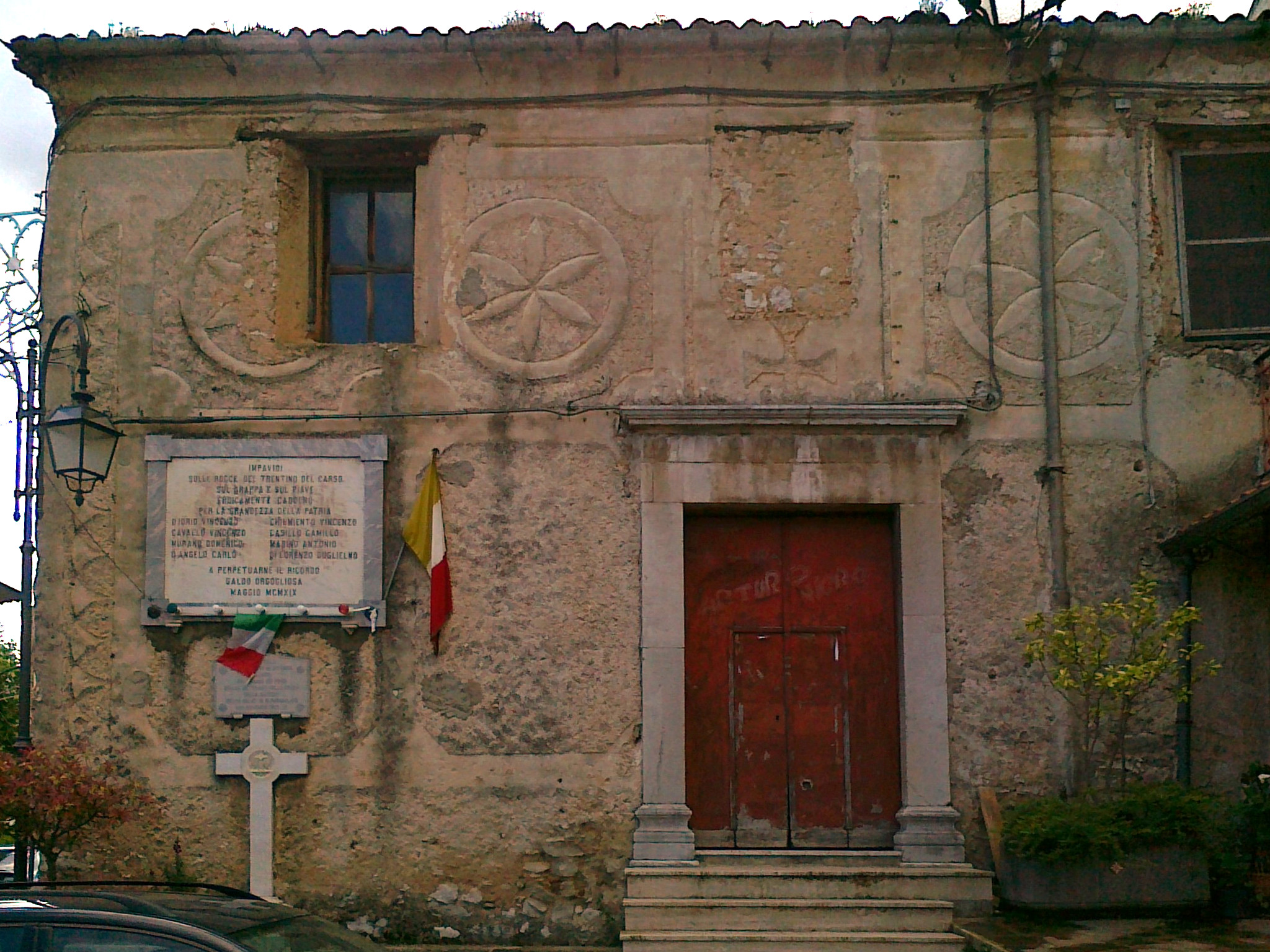
Facciata di una ex-chiesa a Galdo degli Alburni, nel Cilento (Campania)

## Il giglio rosso
Il giglio rosso nell'araldica non è necessariamente collegato al giglio di Firenze, che ormai sappiamo essere un iris. Secondo qualcuno il giglio rosso significa sacrificio e amore, forza, nobiltà. Compare in diversi stemmi araldici sia nobiliari che civili.
Per esempio, lo stemma del "Serenissimo Ordine Nobiliare dei Cavalieri di Malta e Cilicia Indipendente e Patronale Cipro" presenta al centro lo scudo della famiglia Antinolfi (d'argento, alla torre di rosso sormontata da uno stendardo dello stesso, affiancata a destra da un ramo di palma decussato ad una spada di rosso e accontonati da 3 stelle (5 raggi) dello stesso; a sinistra da un "giglio di rosso", una corona di visconte; alla campagna di verde), accollato ad una croce greca di rosso, a sua volta accollata ad una croce biforcata di nero in decusse.
Un esempio di giglio rosso nell'araldica civile si trova nello stemma di Anghiari, in provincia di Arezzo. Sullo stemma comunale il giglio fiorentino di colore rosso su fondo bianco. La possibilità di usare questo simbolo, venne accordata dai Medici alla cittadinanza anghiarese dopo la famosa battaglia di Anghiari, che segnò la definitiva egemonia di Firenze sul territorio di Anghiari e su buona parte della Valtiberina. Il 29 giugno del 1440, infatti, le truppe fiorentine sconfissero quelle milanesi in una battaglia di grandissima importanza strategica perché, come scrisse il Machiavelli, se i Fiorentini avessero perso, "tutta la Toscana era persa". Come ricompensa, Firenze concesse ad Anghiari il giglio sullo stemma, affidando a Leonardo il compito di rappresentare la battaglia nel Salone de' Dugento di Palazzo Vecchio.

Stemma del comune di Anghiari: ha un giglio rosso di Firenze, concesso dai Medici
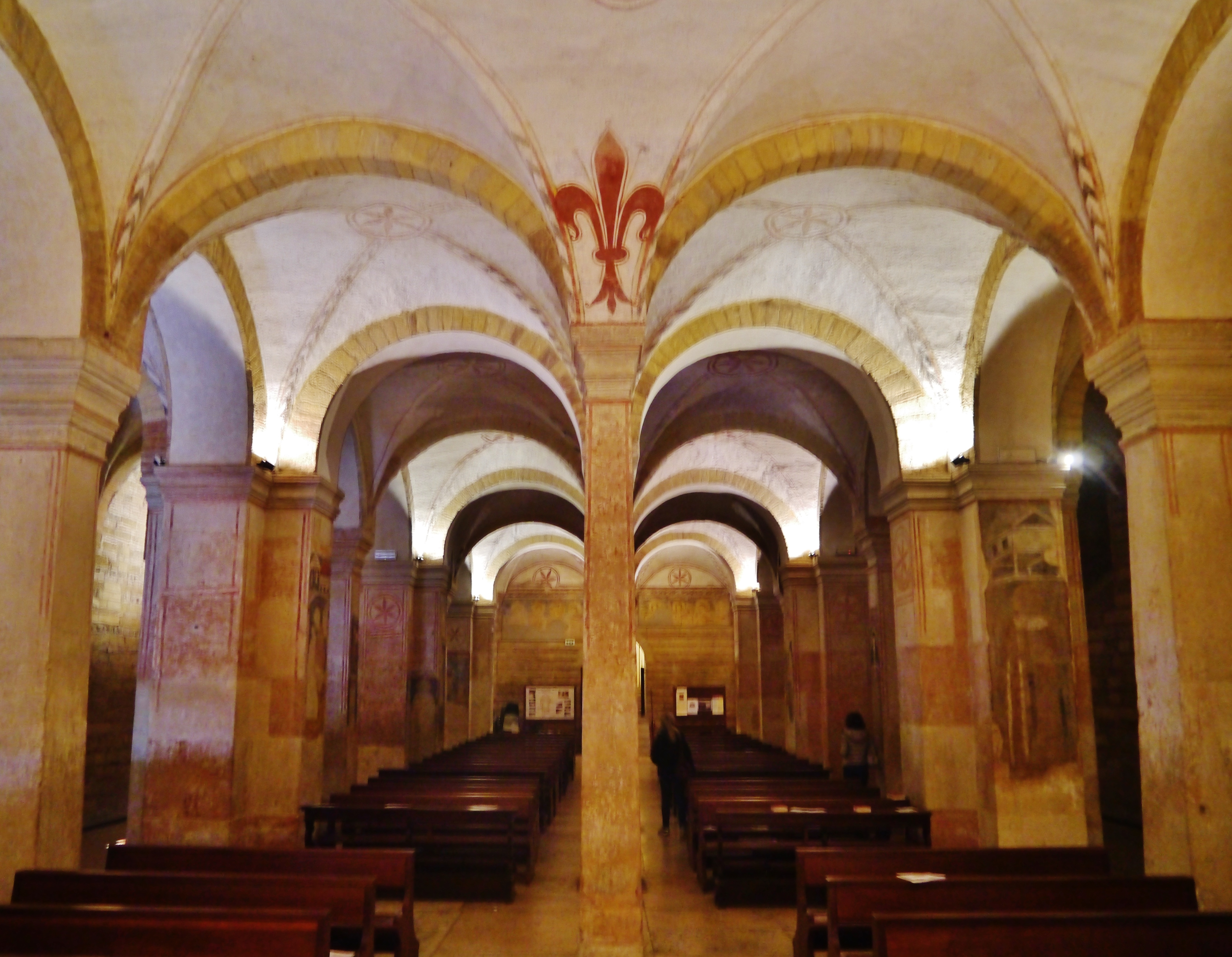
Giglio rosso nella chiesa di San Fermo Maggiore, Verona. Qualcuno afferma che sia un simbolo dei Templari
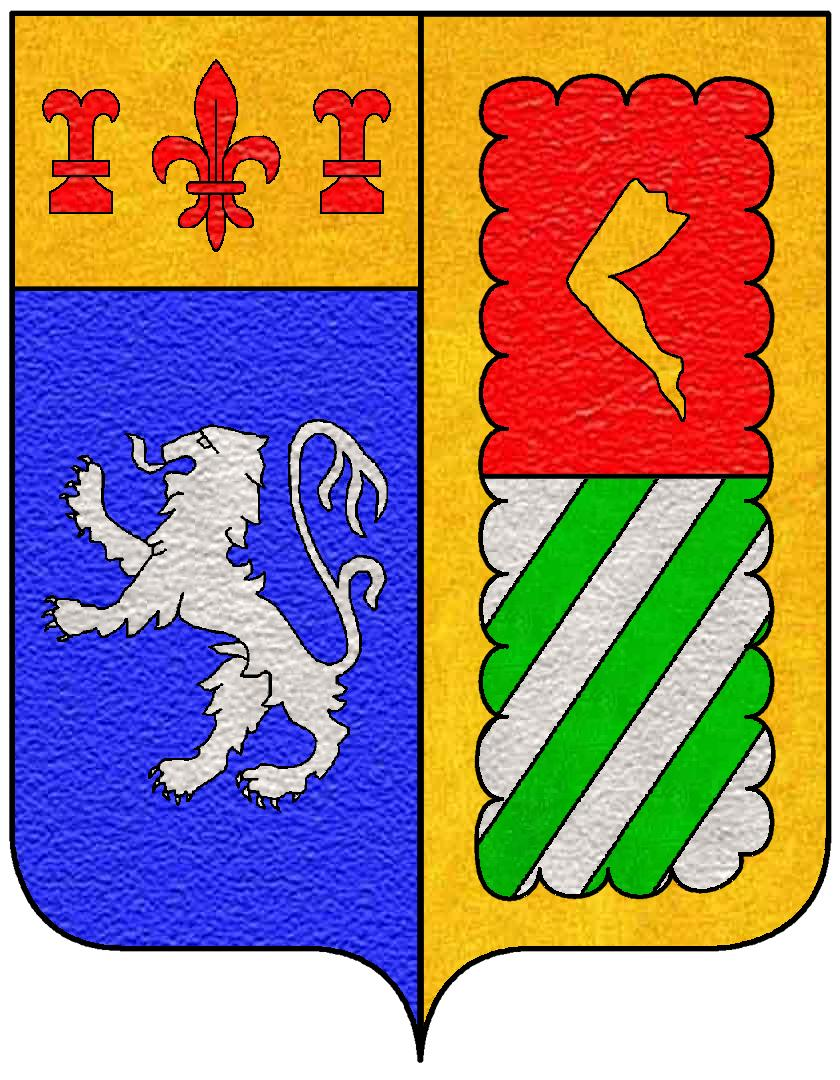
Stemma della famiglia Bacio Terracina, famiglia ascritta nei registri dei Cavalieri di Malta
D'argento, al giglio di rosso sormontato da due cinquefoglie dello stesso (Maximilien Thiboust de la Fontaine, antico signore di Épône, Yvelines in Francia)
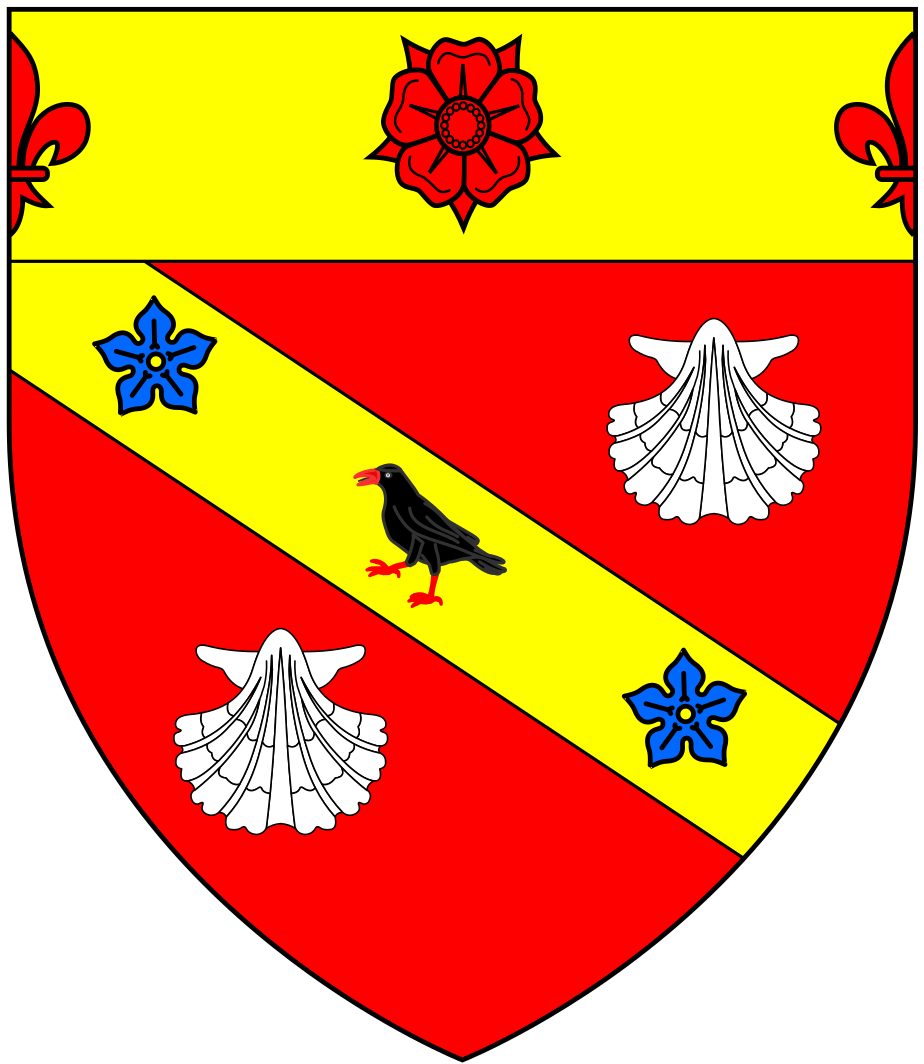
Arma di Sir William Petre: di rosso, bandato d'oro tra due conchiglie argentate un gracchio della Cornovaglia fra due cinquefoglie azzurri; in capo d'oro una rosa tra due semi-fleurs-de-lis (Petre/Peter di Bowhay nella parrocchia di Dunchideock, Devon)
D'argento, al giglio di rosso, al capo dello stesso caricato a destra da un sole d'oro e a sinistra da una mezzaluna calante dello stesso (comune d'Armentières, Nord Francia)
D'azzurro, al giglio di rosso, accompagnato nel capo da un lambello di rosso a nove punte dentate. Capo di rosso con un ramo di quercia e uno di alloro in decusse, annodati da un nastro dai colori nazionali. Ornamenti esteriori da Città (stemma del Comune di Alzano Lombardo)

## I gigli nel resto del mondo
Altre località o istituzioni che utilizzano questo simbolo:
- i comuni di Caderzone Terme in Trentino, Ferentino in Lazio, Foligno, Acerra, e nel Regno di Napoli in Italia;
- Darmstadt e Wiesbaden in Germania;
- sulla bandiera della Serbia, Laško in Slovenia;
- Turku in Finlandia;
- Jõelähtme in Estonia;
- Jurbarkas in Lituania;
- Skierniewice in Polonia;
- Lincoln in Inghilterra;
- la banca medievale della famiglia Fugger;
- la Casa di Lancaster;
- Bosgnacchi in Bosnia ed Erzegovina;
- gli Scout (riprendendolo dal giglio, spesso usato su alcune mappe per indicare il nord);
- New Orleans in Louisiana, Louisville nel Kentucky negli U.S.A.;
- in Honduras, il simbolo del Partito Anticorruzione è un giglio azzurro inserito dentro uno scudo giallo circondato da 18 stelle;
- nel 1948 fu adottata per il Québec una nuova bandiera che includeva i gigli.

Stemma di Foligno
Stemma di Acerra
Blasone di Ferdinando I di Napoli
Stemma nazionale del Consiglio nazionale bosniaco
Bandiera di Louisville
Stemma papale di Paolo VI: tre gigli bianchi in campo rosso